# Валтер I Шенк фон Шюпф-Лимпург
Валтер I Шенк фон Шюпф-Лимпург (на немски: Walter I Schenk von Schüpf-Limpurg; * пр. 1230; † 1249) е имперски шенк на Шюпф, днес част от Боксберг (1230/1234) и шенк на замък Лимпург до Швебиш Хал в Баден-Вюртемберг.

## Биография
Той е син на Валтер II Шенк фон Шюпф (* пр. 1199; † сл. 1218) и съпругата му Ирментруд фон Боланден (* пр. 1223; † сл. 1256), дъщеря на Филип II фон Боланден († сл. 1187) и Хилдегард фон Хайнхаузен/Хагенхаузен, дъщеря на Герхард фон Хагенхаузен († сл. 1178). Внук е на Конрад Колбо фон Шюпф, Шенк фон Клингенберг (* пр. 1152; † сл. 1185) и правнук на Валтер фон Шюпф (* пр. 1144; † сл. 1157).
Майка му се омъжва втори път пр. 1223 г. за граф Хайнрих I фон Сарверден-Киркел († ок. 30 септември 1242), син на граф Лудвиг I фон Сарверден († сл. 1200) и Гертруд фон Дагсбург. Сестра му Луитгард фон Шюпф († сл. 1250) е омъжена за Енгелхард III Руфус фон Вайнсберг († 1242).
Валтер I е в свитата на крал Хайнрих VII и съветник на Конрад IV. Преди 1230 г. той построява замък Лимпург при Швебиш Хал на получения от съпругата му като зестра терен и започва да се нарича фон Лимпург. От 1245 г. той е на службата шенк при крал Конрад IV (1237 – 1254).
Валтер I фон Шюпф-Лимпург умира през 1249 г. и е погребан в манастир Лихтенщерн.

## Фамилия
Валтер I Шенк фон Шюпф-Лимпург се жени за Агнес вер. Хелфенщайн († 1287, погребана в Лихтенщерн). Те имат двама сина:
- Валтер II Шенк фон Лимпург (* пр. 1251; † ок. 1283), шенк (1249 – 1283), женен за Елизабет фон Варберг († сл. 24 юни 1287)
- Конрад I фон Шюпф Шенк фон Лимпург († 1286/24 юни 1287)